# Marie Jules Dupré

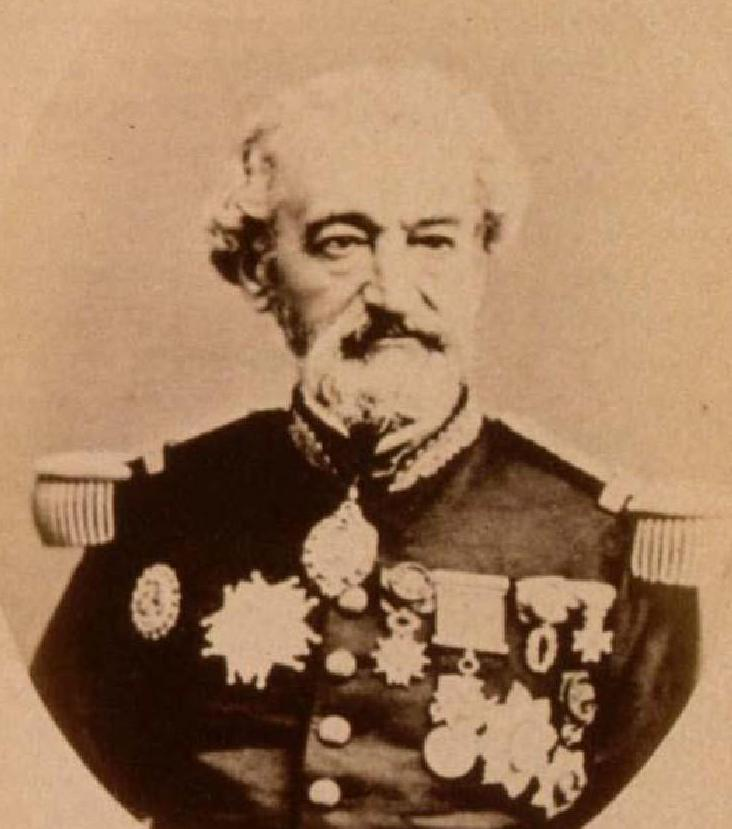
Dupré (1890)

Marie Jules Dupré (25 tháng 11 1813-8 tháng 2 năm 1881) là chính khách người Pháp. Sử Nhà Nguyễn gọi là Du Bi Lê (遊悲黎).
Ông sinh tại Albi, làm sĩ quan thuộc quân chủng Hải quân Pháp, thăng đến chức đô đốc. Ông được bổ nhiệm là thống đốc thuộc địa Réunion (1865-1869) rồi sau sang Nam Kỳ nắm chức thống đốc từ năm 1871 đến 1874.